# Skylė
SKYLĖ (również Aistė Smilgevičiūtė ir Skylė) – litewski zespół muzyczny, powstały w Wilnie w 1991 roku. Jeszcze na początku ukształtowały się podstawowe elementy jego twórczości – muzyka alternatywna oraz poetyka, inspirowana filozofią, mitologią oraz historią – które nie uległy zmianie do dziś.
Styl zespołu można określić jako osnowę hard rocka, splecioną z neofolkiem, poezją śpiewaną, punkiem, art rockiem i elementami innych stylów. Wraz z pojawieniem się nowej wokalistki – Aistė Smilgevičiūtė w 1997, w tematyce utworów uwidoczniła się bałtyjska tendencja. Brzmienie zespołu urozmaicają tradycyjne instrumenty – skrzypce, akordeon, flet, wiolonczela, kokle oraz drumla.
Dzięki liderowi zespołu, Rokasowi Radzevičiusowi, zespół współpracował przy tworzeniu spektaklów teatralnych i operach rockowych.

## Członkowie
- Aistė Smilgevičiūtė – śpiew
- Rokas Radzevičius – gitara akustyczna, śpiew
- Mantvydas Kodis – akordeon
- Kęstutis Drazdauskas – flet
- Gediminas Žilys – gitara basowa, kokle
- Salvijus Žeimys – perkusja